# Gläd er och jubla
Gläd er och jubla är en psalm vars text är skriven av Christina Lövestam. Musiken är skriven av Nils Lindberg.

## Publicerad som
- Nr 867 i Psalmer i 2000-talet under rubriken "Jesus Kristus - människors räddning".